# Боджани, Томмазо Пио
Томмазо Пио Боджани (англ. Tommaso Pio Boggiani; 19 января 1863, Боско-Маренго, королевство Италия — 26 февраля 1942, Рим, королевство Италия) — доминиканец, итальянский кардинал, куриальный сановник и ватиканский дипломат. Епископ Адрии и Ровиго с 31 октября 1908 по 9 января 1912. Титулярный архиепископ Эдессы Осроенской с 9 января 1912 по 4 декабря 1916. Апостольский делегат в Мексике с 10 января 1912 по 7 марта 1914. Апостольский администратор архиепархии Генуи с 7 марта 1914 по 22 января 1915. Асессор Священной Консисторской Конгрегации и Секретарь Священной Коллегии Кардиналов с 7 июля 1914 по 4 декабря 1916. Секретарь Конклава 1914 года. Архиепископ Генуи с 10 марта 1919 по 1921. Камерленго Священной Коллегии кардиналов с 20 июня 1927 по 17 декабря 1928. Канцлер Святой Римской Церкви с 13 марта 1933 по 26 февраля 1942. Кардинал-священник с 4 декабря, с титулом церкви Санти-Кирико-э-Джулитта с 7 декабря 1916 по 15 июля 1929. Кардинал-епископ Порто и Санта Руфина с 15 июля 1929. Кардинал-священник in commendam с титулом церкви Сан-Лоренцо-ин-Дамазо с 13 марта 1933.